# Lista de deputados estaduais de São Paulo da 8.ª legislatura
Esta é a lista de deputados estaduais de São Paulo para a legislatura 1975–1979.

## Composição das bancadas
| Partido | Líder                 | Bancada | Posição  |
| ------- | --------------------- | ------- | -------- |
| MDB     | Alberto Goldman       | 45 / 70 | Oposição |
| ARENA   | Antônio Salim Curiati | 25 / 70 | Governo  |

## Deputados Estaduais
Estavam em jogo 70 vagas na Assembleia Legislativa de São Paulo.
| Número | Deputados estaduais eleitos  | Partido | Votação | Percentual | Cidade onde nasceu    | Unidade federativa |
| 15581  | Manoel Oliveira Sala         | MDB     | 77.987  |            |                       |                    |
| 15540  | Alberto Goldman              | MDB     | 74.731  |            | São Paulo             | São Paulo          |
| 15192  | Natal Gale                   | MDB     | 61.535  |            | Orlândia              | São Paulo          |
| 15565  | Evandro Mesquita             | MDB     | 52.277  |            |                       |                    |
| 15611  | Agenor Lino de Matos         | MDB     | 51.919  |            |                       |                    |
| 15807  | Horácio Ortiz                | MDB     | 50.675  |            | Redenção da Serra     | São Paulo          |
| 11804  | Sólon Borges dos Reis        | ARENA   | 48.304  |            | Casa Branca           | São Paulo          |
| 15462  | Robson Marinho               | MDB     | 44.620  |            | Belo Horizonte        | Minas Gerais       |
| 15841  | José Silveira Sampaio        | MDB     | 44.535  |            | Rio Claro             | São Paulo          |
| 11720  | Maluly Neto                  | ARENA   | 44.168  |            | Fartura               | São Paulo          |
| 15983  | Augusto Toscano              | MDB     | 43.955  |            |                       |                    |
| 15692  | João Gilberto Sampaio        | MDB     | 43.813  |            |                       |                    |
| 15339  | Leonel Júlio                 | MDB     | 43.792  |            | Duartina              | São Paulo          |
| 15978  | Nelson Fabiano Sobrinho      | MDB     | 43.656  |            |                       |                    |
| 11351  | Ademar de Barros Filho       | ARENA   | 43.342  |            | Olímpia               | São Paulo          |
| 15713  | Del Bosco Amaral             | MDB     | 42.689  |            | Santos                | São Paulo          |
| 15501  | Jorge Fernandes da Silva     | MDB     | 41.888  |            |                       |                    |
| 11266  | Januário Mantelli Neto       | ARENA   | 40.648  |            |                       |                    |
| 15706  | Doreto Campanari             | MDB     | 39.966  |            | Marília               | São Paulo          |
| 15176  | Francisco Antônio Coelho     | MDB     | 39.800  |            |                       |                    |
| 15781  | Jihei Noda                   | MDB     | 39.359  |            | Saga                  | Japão              |
| 11318  | José Felício Castellano      | ARENA   | 39.219  |            | Rio Claro             | São Paulo          |
| 15542  | Oswaldo Carvalho             | MDB     | 38.422  |            |                       |                    |
| 15588  | Wanderlei Simionato Doenha   | MDB     | 37.759  |            |                       |                    |
| 11951  | Antônio Salim Curiati        | ARENA   | 37.330  |            | Avaré                 | São Paulo          |
| 11284  | Wadih Helu                   | ARENA   | 37.207  |            | Tatuí                 | São Paulo          |
| 15773  | Theodosina Rosário Ribeiro   | MDB     | 36.630  |            | Barretos              | São Paulo          |
| 15877  | Gustavo Lauro Korte Júnior   | MDB     | 35.712  |            |                       |                    |
| 15322  | Rafael Américo Ranieri       | MDB     | 34.691  |            |                       |                    |
| 11279  | Agnaldo de Carvalho Júnior   | ARENA   | 34.554  |            | Recife                | Pernambuco         |
| 11837  | Ricardo Izar                 | ARENA   | 34.443  |            | São Paulo             | São Paulo          |
| 11576  | Renato Cordeiro              | ARENA   | 34.115  |            |                       |                    |
| 15566  | Vicente Botta                | MDB     | 33.611  |            | São Carlos            | São Paulo          |
| 11679  | Emil Adib Razuk              | ARENA   | 33.366  |            |                       |                    |
| 15790  | Osiro Silveira               | MDB     | 33.256  |            |                       |                    |
| 15663  | Walter Mendes                | MDB     | 31.526  |            |                       |                    |
| 11129  | Áureo Ferreira               | ARENA   | 31.346  |            |                       |                    |
| 15642  | Milton José Baldochi         | MDB     | 31.042  |            |                       |                    |
| 11743  | Abrahim Dabus                | ARENA   | 30.674  |            | Avaré                 | São Paulo          |
| 15222  | Hélio Rosas                  | MDB     | 30.650  |            | Pindamonhangaba       | São Paulo          |
| 15516  | Edson Tomaz de Lima          | MDB     | 30.628  |            |                       |                    |
| 15194  | Acrisio Pereira Lima         | MDB     | 29.331  |            |                       |                    |
| 15661  | Nadir Kenan                  | MDB     | 29.137  |            |                       |                    |
| 15865  | Rubens Granja                | MDB     | 29.071  |            |                       |                    |
| 11965  | Dulce Braga                  | ARENA   | 28.996  |            | São José do Rio Preto | São Paulo          |
| 15296  | Fábio Porchat                | MDB     | 28.917  |            | São Paulo             | São Paulo          |
| 11253  | Adail Vetorazzo              | ARENA   | 28.636  |            | São José do Rio Preto | São Paulo          |
| 11252  | Nabi Abi Chedid              | ARENA   | 28.574  |            | Ramarith              | Líbano             |
| 11906  | Archimedes Lammoglia         | ARENA   | 27.899  |            |                       |                    |
| 15662  | Ivan Espíndola de Ávila      | MDB     | 27.811  |            | Santos                | São Paulo          |
| 11259  | Marco Antônio de Oliveira    | ARENA   | 27.612  |            |                       |                    |
| 15716  | Néfi Tales                   | MDB     | 26.928  |            | Guará                 | São Paulo          |
| 11887  | Paulo Kobayashi              | ARENA   | 25.535  |            | Ribeirão Pires        | São Paulo          |
| 15305  | Reginaldo Valadão            | MDB     | 25.670  |            |                       |                    |
| 15225  | Fernando Scalamandre         | MDB     | 25.601  |            | Araraquara            | São Paulo          |
| 11308  | Rui Silva                    | ARENA   | 25.489  |            |                       |                    |
| 15206  | Antonio Carlos Mesquita      | MDB     | 25.312  |            |                       |                    |
| 15670  | Osmar Ribeiro Fonseca        | MDB     | 25.157  |            |                       |                    |
| 15623  | Koyu Iha                     | MDB     | 24.830  |            | Santos                | São Paulo          |
| 15302  | Sebastião Marcondes          | MDB     | 24.467  |            | São Bento do Sapucaí  | São Paulo          |
| 15146  | Vanderlei Macris             | MDB     | 24.296  |            | Americana             | São Paulo          |
| 11778  | Eduardo Negrini Coutinho     | ARENA   | 24.257  |            |                       |                    |
| 11112  | Waldemar Lopes Ferraz        | ARENA   | 23.905  |            |                       |                    |
| 15331  | André Pescarini              | MDB     | 23.840  |            |                       |                    |
| 15156  | Jayro Maltoni                | MDB     | 23.776  |            | Ribeirão Preto        | São Paulo          |
| 11758  | João Lázaro de Almeida Prado | ARENA   | 23.638  |            |                       |                    |
| 11904  | Hélvio Nunes da Silva        | ARENA   | 23.091  |            |                       |                    |
| 15771  | Emílio Justo                 | MDB     | 22.913  |            |                       |                    |
| 15431  | Benedito Ferreira de Campos  | MDB     | 22.401  |            |                       |                    |
| 11788  | José Maria Marin             | ARENA   | 22.250  |            | São Paulo             | São Paulo          |